# Luigi Cazzavillan
Luigi Cazzavillan (n. 1852, Arzignano, Italia – d. 24 decembrie 1903 stil vechi / 6 ianuarie 1904 stil nou, București) a fost un ziarist român de origine italiană, care în anul 1884 a fondat ziarul Universul.
După ce a luptat ca voluntar în armata lui Giuseppe Garibaldi, în armata franceza și în Legiunea italiană, a venit în România în 1877, în calitate de corespondent de război al unor ziare italiene.
După ce s-a stabilit în România, a lucrat un timp ca profesor de limba italiană la liceele „Sfântul Sava” și „Matei Basarab” din București și a fondat Școala italiană. Și-a continuat activitatea ziaristică editând, în 1880, ziarele Frăția româno-italiană și Tezaurul familiei. În 1884 a fondat ziarul Universul, publicație cu mare renume și tiraj în epocă, un cotidian modern, care era neangajat politic în timpul vieții lui Cazzavillan.
Tot în anul 1884, Luigi Cazzavillan a editat Ziarul călătoriilor și al întâmplărilor de pe mare și uscat (iunie-septembrie 1884 și 5 noiembrie 1897-15 noiembrie 1916), precursorul revistei Știință și Tehnică.
Revista conținea articole sau comentarii științifice, biografii sau sfaturi și rețete practice, fiind considerată a fi „Cea mai veche și mai apreciată revistă scrisă pe înțelesul tuturor pentru răspîndirea științei și cunoașterea lumii prin călătorii”.
Ziarul Vestitorul din 1 noiembrie 1937 scria următoarele:
„Universul a ajuns ziarul cel mai popular grație destoiniciei întemeietorului său, Luigi Cazzavillan. El l'a ieftenit, i-a înmulțit rubricile, a desvoltat reportajul, l'a pus la îndemâna celor mulți cu o uimitoare repeziciune. Pe timpul celebrului proces Dreyfus, el își instalează legătură directă cu Parisul pentru a aduce în aceeași zi știrile ce pasionau mulțimea. A instituit și premii de cercei, braslete, ceasornice, etc. pentru abonați. În acest chip ajunsese să aibă de pildă într'un orășel ca Mizilul peste o mie de abonați.”
În timp ce era director al ziarului Universul, dar  și reprezentant în România al fabricii italiene de biciclete „Bianchi”, Luigi Cazzavillan a amenajat din banii săi un velodrom nou, pe șoseaua Kiseleff, lângă Arcul de Triumf. Velodromul, cu o pistă de lemn în lungime de 333,33 metri și o lățime de 6 metri, a fost inaugurat în 14 septembrie 1896. În 1898, velodromul a fost demontat și pista a fost vândută ca lemn de foc pentru a se acoperi datoriile la fisc, rămase neachitate.

## Necrologul

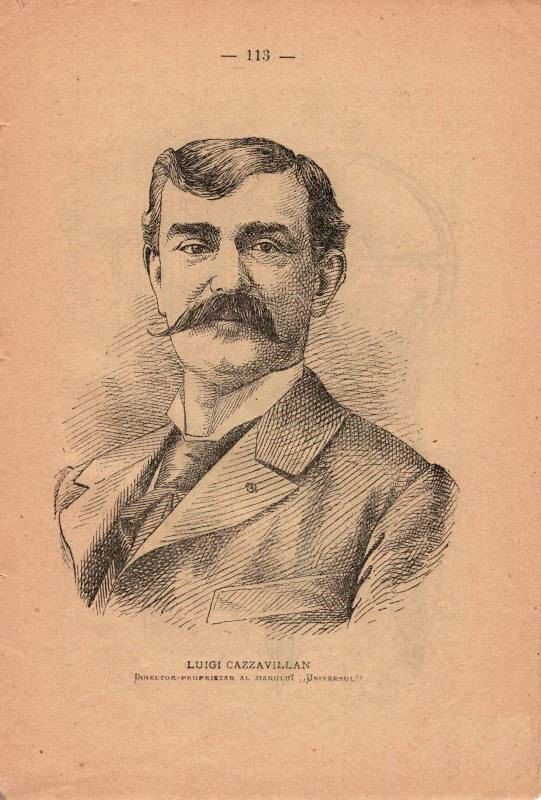
Luigi Cazzavillan - portret sec XIX

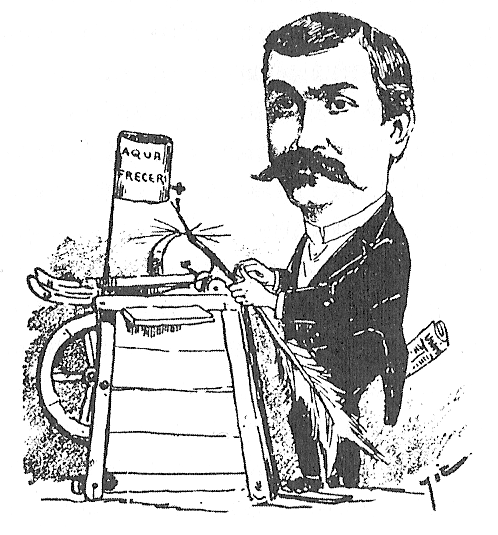
Luigi Cazzavillan
Caricatură de Constantin Jiquidi

În ziarul clujean Rĕvașul, din 2 ianuarie 1904 apărea următorul necrolog:
„Luigi Cazzavillan Joi, în 24 Dec. n. a încetat din viață proprietarul celei mai lățite foi din Bucureștĭ, Universul. Cazzavillan era italian, și se așeză în România la 1877, ca profesor de limba italiană. Însuflețit de gândul înfrățirei celor dóue națiunĭ surorĭ, Româniĭ și Italieniĭ, porní la 1880 o fóie intitulată Frăția română-italiană - Dar nu prea isbuti. La 1888 înființă o mică tipografie și fóia de zi Universul. Fără a mai urmări ideale politice, îșĭ puse silința de a face Universul o fóie interesantă și variată. Azĭ Universul e cel mai cetit jurnal românesc, ese în câte 90-100,00 esemplare, și a fost vândut unei societăți italiene cu 3 milióne de coróne. Cazzavillan a fost om iubit și de Români și de Italienĭ; a câștigat multă avere din care și sĕracilor a făcut multă parte.”

## Recunoașterea postumă
În București, strada Neptun care unește Parcul Cișmigiu cu Bulevardul Dacia și pe care se afla Școala Italiană, se numește astăzi Luigi Cazzavilan. Pe această stradă se află parcul, monumentul și fântâna Luigi Cazzavilan, construite în 1905 și renovate în 2004-2005, incluse pe Lista monumentelor istorice din România.